# Strahinja Jovančević
Strahinja Jovančević (né le 28 février 1993 à Belgrade) est un athlète serbe, spécialiste du saut en longueur.

## Carrière
Il remporte aux Championnats des Balkans d'athlétisme la médaille d'argent du relais 4 × 100 mètres en 2014, la médaille d'or en saut en longueur et la médaille de bronze du relais 4 × 100 mètres en 2016, la médaille d'argent en saut en longueur en 2017 et la médaille d'argent en saut en longueur en 2018.
Il bat en 8,03 m le record national en salle pour monter sur la troisième place du podium des Championnats d’Europe 2019 à Glasgow.

## Palmarès
| Date | Compétition                       | Lieu         | Résultat | Épreuve   | Temps   |
| ---- | --------------------------------- | ------------ | -------- | --------- | ------- |
| 2011 | Championnats des Balkans          | Sliven       | 6e       | Longueur  | 6,81 m  |
| 2014 | Championnats des Balkans en salle | Istanbul     | 2e       | Longueur  | 7,62 m  |
| 2014 | Championnats des Balkans          | Pitesti      | 6e       | Longueur  | 7,52 m  |
| 2014 | Championnats des Balkans          | Pitesti      | 2e       | 4 x 100 m | 41 s 38 |
| 2015 | Championnats des Balkans          | Pitesti      | 9e       | Longueur  | 7,30 m  |
| 2016 | Championnats des Balkans          | Pitesti      | 1er      | Longueur  | 7,92 m  |
| 2016 | Championnats des Balkans          | Pitesti      | 3e       | 4 x 100 m | 40 s 83 |
| 2017 | Championnats des Balkans en salle | Belgrade     | 13e      | Longueur  | 7,15 m  |
| 2017 | Championnats des Balkans          | Novi Pazar   | 2e       | Longueur  | 7,75 m  |
| 2017 | Universiade                       | Taipei       | 8e       | Longueur  | 7,52 m  |
| 2018 | Championnats des Balkans en salle | Istanbul     | 5e       | Longueur  | 7,43 m  |
| 2018 | Championnats des Balkans          | Stara Zagora | 2e       | Longueur  | 7,70 m  |
| 2019 | Championnats des Balkans en salle | Istanbul     | 3e       | Longueur  | 7,58 m  |
| 2019 | Championnats d'Europe en salle    | Glasgow      | 3e       | Longueur  | 8,03 m  |
| 2019 | Championnats des Balkans          | Pravetz      | 5e       | Longueur  | 7,70 m  |

## Records
| Épreuve  | Épreuve   | Temps       | Lieu    | Date            |
| -------- | --------- | ----------- | ------- | --------------- |
| Longueur | Plein air | 7,98 m      | Berane  | 14 juillet 2018 |
| Longueur | En salle  | 8,03 m (NR) | Glasgow | 3 mars 2019     |